# Stefano Bianco
Stefano Bianco (Chivasso, 27 ottobre 1985 – Leini, 11 marzo 2020) è stato un pilota motociclistico italiano.

## Carriera
Dopo aver iniziato a gareggiare nelle minimoto, nel 2000 è passato a gareggiare nell'Aprilia Cup e, in occasione del Gran Premio motociclistico d'Australia 2000 fa il suo debutto nelle competizioni del motomondiale in sella ad una Honda del team Benetton Playlife come sostituto di Mirko Giansanti.
In quel momento è stato il più giovane pilota che abbia partecipato ad una gara del mondiale, avendo, al momento dell'inizio delle prove del venerdì, appena compiuto i 15 anni minimi previsti dal regolamento.
Nel 2001 corre nel campionato Europeo Velocità giungendo al quarto posto finale.
Corre la sua prima stagione completa nella classe 125 del motomondiale 2002 guidando un'Aprilia del team Bossini Sterilgarda Racing ed ottenendo quale miglior risultato dell'anno due settimi posti in occasione del GP di Francia e del GP di Catalogna. Continua a correre nella stessa classe anche la stagione successiva, in questo caso utilizzando una Gilera 125 GP del team Metis Gilera Racing.
Nel 2004 disputa tre prove dell'europeo Superstock con una Suzuki GSX-R 1000 del team MNR Racing, ottenendo un ottavo posto a Valencia e il 25º posto in classifica. Nel 2005 lo si ritrova a competere nel campionato di velocità spagnolo 125, competizione nella quale raggiunge come risultato finale il terzo posto.
Il suo ritorno continuativo nel mondiale avviene nel 2007 in cui corre sempre nella classe 125 con una Aprilia del team WTR e con compagno di squadra Andrea Iannone. Nel motomondiale 2008 corre le prime nove gare, sempre nella ottavo di litro e con la stessa squadra, conquistando 8 punti. Viene sostituito dopo le nove gare, e al suo posto arriva l'elvetico Bastien Chesaux.
In occasione del GP di Indianapolis viene ingaggiato dal team Campetella per sostituire l'infortunato Fabrizio Lai ed esordire in classe 250 su una Gilera; si qualifica al sedicesimo posto ma la prova delle 250 viene annullata prima della partenza a causa del maltempo dovuto al passaggio dell'uragano Ike. Nel finale di stagione partecipa al GP d'Australia, sempre della 250, in sella ad una Aprilia RSV del team Toth in qualità di sostituto di Héctor Barberá senza riuscire a qualificarsi per la gara.
Muore l'11 marzo 2020 a Leini a seguito di un incidente stradale a bordo della sua moto.

## Risultati nel motomondiale
| 2000 | Classe | Moto  |  |  |  |  |  |  |  |  |  |  |  |  |  |  |  |    |  |  | Punti | Pos. |
| ---- | ------ | ----- |  |  |  |  |  |  |  |  |  |  |  |  |  |  |  | -- |  |  | ----- | ---- |
| 2000 | 125    | Honda |  |  |  |  |  |  |  |  |  |  |  |  |  |  |  | 20 |  |  | 0     |      |

| 2002 | Classe | Moto    |     |    |    |   |     |   |    |     |  |    |     |    |    |     |     |    |  |  | Punti | Pos. |
| ---- | ------ | ------- | --- | -- | -- | - | --- | - | -- | --- |  | -- | --- | -- | -- | --- | --- | -- |  |  | ----- | ---- |
| 2002 | 125    | Aprilia | Rit | 22 | 19 | 7 | Rit | 7 | 29 | Rit |  | 13 | Rit | 17 | 17 | Rit | Rit | 13 |  |  | 24    | 19º  |

| 2003 | Classe | Moto   |     |    |     |    |  |  |     |     |     |    |    |    |    |    |    |    |  |  | Punti | Pos. |
| ---- | ------ | ------ | --- | -- | --- | -- |  |  | --- | --- | --- | -- | -- | -- | -- | -- | -- | -- |  |  | ----- | ---- |
| 2003 | 125    | Gilera | Rit | 21 | Rit | NP |  |  | Rit | Rit | Rit | 20 | 14 | 20 | 16 | 12 | 15 | 21 |  |  | 7     | 27º  |

| 2004 | Classe | Moto    |  |  |  |    |  |  |  |  |  |  |  |  |  |  |  |  |  |  | Punti | Pos. |
| ---- | ------ | ------- |  |  |  | -- |  |  |  |  |  |  |  |  |  |  |  |  |  |  | ----- | ---- |
| 2004 | 125    | Aprilia |  |  |  | 18 |  |  |  |  |  |  |  |  |  |  |  |  |  |  | 0     |      |

| 2007 | Classe | Moto    |     |    |    |     |    |     |  |     |    |    |    |    |     |    |     |  |    |    | Punti | Pos. |
| ---- | ------ | ------- | --- | -- | -- | --- | -- | --- |  | --- | -- | -- | -- | -- | --- | -- | --- |  | -- | -- | ----- | ---- |
| 2007 | 125    | Aprilia | Rit | 11 | 17 | Rit | 17 | Rit |  | Rit | 19 | 16 | NE | 15 | Rit | 15 | Rit |  | 16 | 17 | 7     | 24º  |

| 2008 | Classe | Moto    |    |     |    |    |     |     |    |    |    |  |    |  |  |  |  |  |  |  | Punti | Pos. |
| ---- | ------ | ------- | -- | --- | -- | -- | --- | --- | -- | -- | -- |  | -- |  |  |  |  |  |  |  | ----- | ---- |
| 2008 | 125    | Aprilia | 13 | Rit | 17 | NP | Rit | Rit | 18 | 20 | 11 |  | NE |  |  |  |  |  |  |  | 8     | 27º  |

| 2008 | Classe | Moto             |  |  |  |  |  |  |  |  |  |  |    |  |  |    |  |    |  |  | Punti | Pos. |
| ---- | ------ | ---------------- |  |  |  |  |  |  |  |  |  |  | -- |  |  | -- |  | -- |  |  | ----- | ---- |
| 2008 | 250    | Gilera e Aprilia |  |  |  |  |  |  |  |  |  |  | NE |  |  | AN |  | NQ |  |  | 0     |      |

| Legenda | 1º posto        | 2º posto            | 3º posto            | A punti      | Senza punti        | Grassetto – Pole position Corsivo – Giro più veloce |
| Legenda | Gara non valida | Non qual./Non part. | Ritirato/Non class. | Squalificato | '-' Dato non disp. | Grassetto – Pole position Corsivo – Giro più veloce |